# Gelber Sonnenstern
Der Gelbe Sonnenstern, Violette Sonnenstern oder Purpur-Sonnenstern (Solaster endeca) ist eine Art der Sonnensterne aus der Ordnung der Klappensterne (Valvatida), die circumboreal im Nordatlantik und Nordpazifik vertreten ist.

## Merkmale
Der Purpur-Sonnenstern hat meist 7 bis 10, bisweilen bis 13 runde Arme und erreicht einen Durchmesser von etwa 20 cm, gelegentlich bis zu 40 cm. Die Mittelscheibe ist kleiner als beim Gemeinen Sonnenstern, so dass die Arme länger erscheinen. Die Oberseite des Gemeinen Sonnensterns ist orange bis tiefviolett, die Armspitzen meist heller und nach oben gebogen, so dass die blasse Unterseite sichtbar wird. Die Haut der Oberseite ist vergleichsweise glatt; so fehlen Pedicellarien. Die Kalkplatten in der Haut sind dicht mit Paxillen (schirmchenartigen Plättchen) bedeckt. Zwischen den Platten gibt es Gruppen von zwei bis drei Hautkiemen (Papulae). Die Plattenreihen an jedem Rand auf der Unterseite der Ambulacralfurche tragen zwei bis drei Dornen und mehrere Reihen kürzerer Stacheln. Die Saugfüßchen stehen in zwei Reihen.

## Fortpflanzung
Wie die meisten Seesterne ist der Purpur-Sonnenstern getrenntgeschlechtlich. Das Weibchen gibt im Frühling über den Zeitraum einer Woche tausende von Eizellen ab, die an die Wasseroberfläche steigen und dort vom Sperma der Männchen befruchtet werden. Die hieraus hervorgehenden frei mit Cilien schwimmenden Larven ernähren sich von Dotter und werden nach drei Tagen etwas träger. Sie entwickeln ein Paar larvaler Arme und sinken nach etwa 18 Tagen zu Boden und setzen sich mit einem Sauger fest. Nach 6 weiteren Wochen ist die Metamorphose abgeschlossen, und junge Sonnensterne beginnen sich fortzubewegen.

## Verbreitung und Vorkommen
Der Purpur-Sonnenstern ist circumboreal im Nordatlantik einschließlich der Nordsee und im Nordpazifik zu finden. Er kommt vor Grönland, an der nordamerikanischen Atlantikküste von Kanada bis Gulf of Maine vor. In der Ostsee ist er eine bedrohte Art. An der Pazifikküste Nordamerikas lebt er von Nord-Alaska bis Puget Sound.
Der Purpur-Sonnenstern lebt auf Schlamm, Sand oder Kies bis in eine Tiefe von etwa 450 m. Er tritt sowohl in der Brandung als auch an geschützten Orten auf.

## Ernährung
Der Purpur-Sonnenstern ist ein Fleischfresser, der sich unter anderem von Seesternen, Seegurken, Seeigeln, Muscheln und Seeanemonen ernährt. Die Beute wird als Ganzes verschlungen, oder – bei größerer Beute und sessilen Tieren – der Magen wird über dieselbe gestülpt.